# 三里堡街道
三里堡街道，是中华人民共和国河南省開封市禹王台区下辖的一个乡镇级行政单位。

## 行政区划
三里堡街道下辖以下地区：
民有社区、光明社区、民享社区、金梁里社区、三胜社区和五福社区。